# Каслинская улица
Касли́нская у́лица в Челябинске расположена в Калининском и Курчатовском районах города. Пролегает с севера на юг от лесопосадки у железной дороги до реки Миасс.

## Описание
Каслинская улица возникла в челябинском Заречье во 2-й половине XIX в. и с тех пор сохранила своё историческое название в честь заводского посёлка (ныне города) Касли Челябинской области. К улице примыкал посёлок кирпичников Кирсараи (сейчас микрорайон).
Является одной из самых протяжённых улиц Челябинска (длина 2780 м). Ныне застроена преимущественно современными зданиями.

## Здания и сооружения

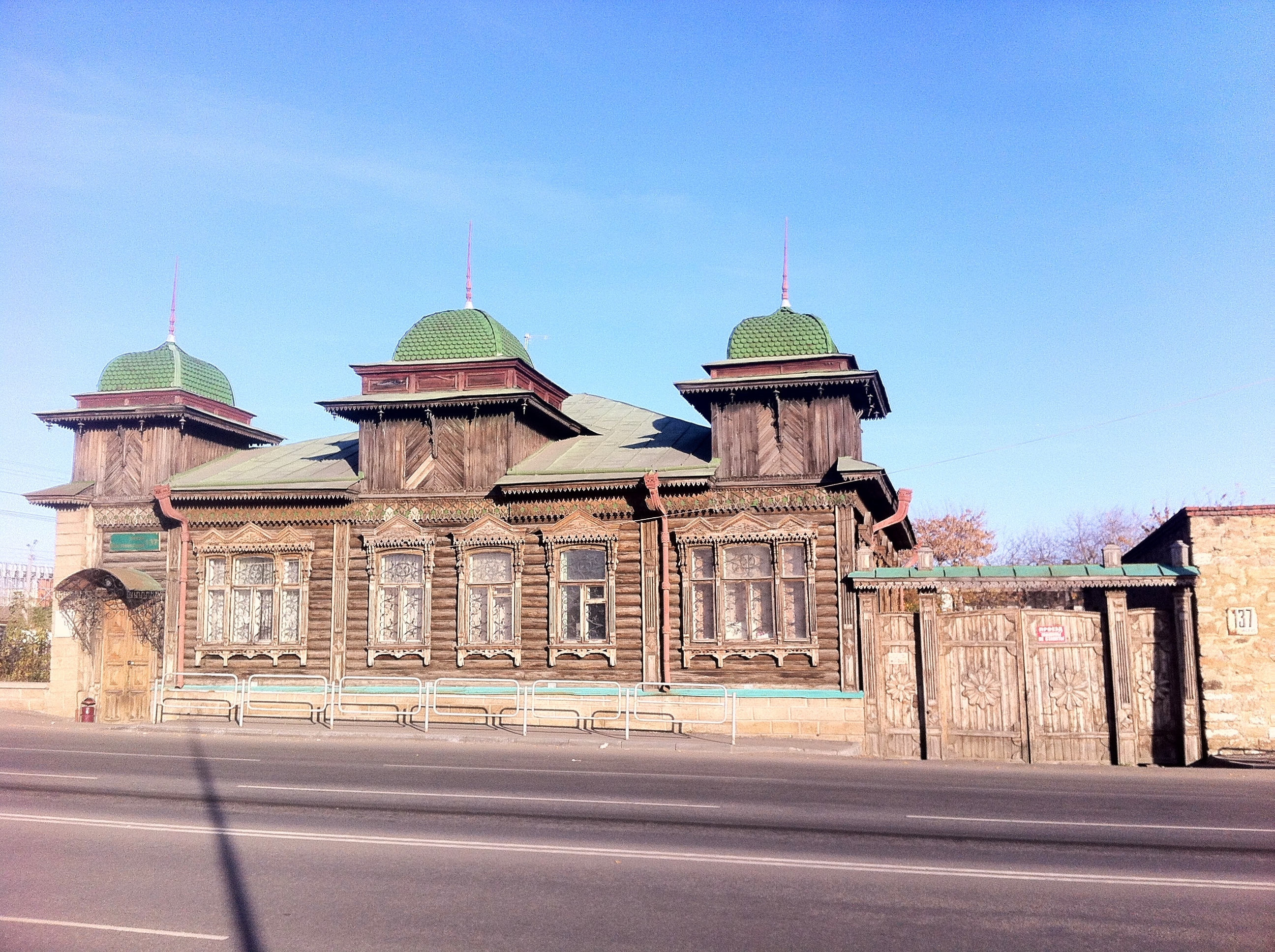
Дом-особняк купца Рябинина. Каслинская улица, 137

- Торговый центр на Каслинской улице (Каслинская, 64)
- Памятник архитектуры — Дом-особняк Рябинина (Каслинская, 137)